# Comuna Popencu, Stînga Nistrului
Comuna Popencu este o comună din Unitățile Administrativ-Teritoriale din Stînga Nistrului, Republica Moldova. Este formată din satele Popencu (sat-reședință), Chirov, Vladimirovca și Zăzuleni.
Conform recensământului din anul 2004, populația localității era de 2.676 locuitori, dintre care 1.203 (44.95%) moldoveni (români), 995 (37.18%) ucraineni si 412 (15.39%) ruși.

## Personalități născute aici
- Efim Cebotari (1923 - 1993), om de stat sovietic, Erou al Muncii Socialiste.